# Kaszásdűlő

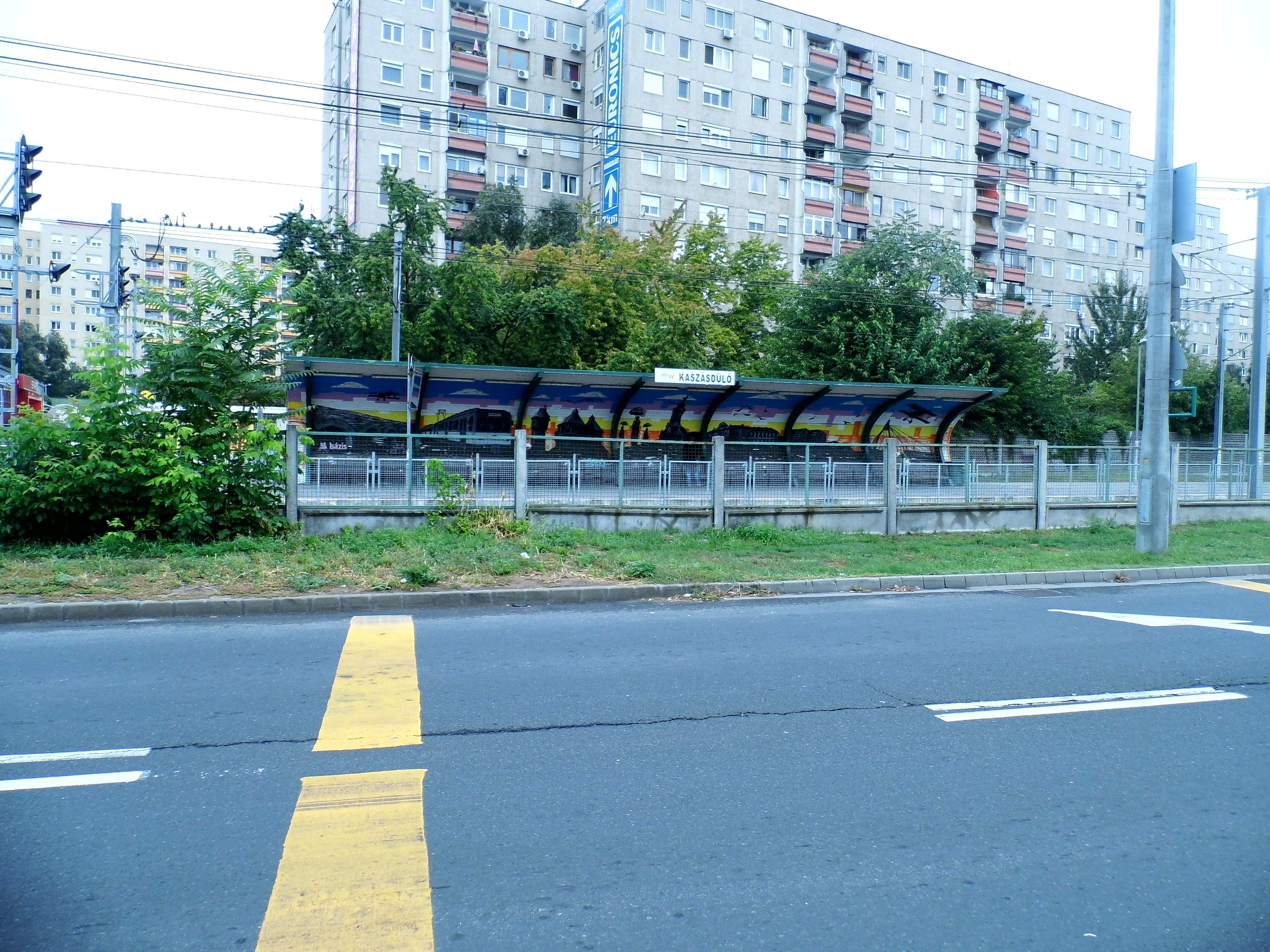
Gare de Kaszásdűlő

Kaszásdűlő ([ˈkɒsaːʒdyːløː], en allemand : Mahdried) est un quartier de Budapest, situé dans le 3e arrondissement. Il a été créé en décembre 2012.